# La Liga de 1971–72
A La Liga de 1971–72 foi a 41º edição da Primeira Divisão da Espanha de futebol. Com 18 participantes, o campeão foi o Real Madrid.